# Remo Germani
Remo Germani, pseudonimo di Remo Speroni (Milano, 31 maggio 1938 – Vigevano, 18 ottobre 2010), è stato un cantante italiano.

## Biografia
Impiegato in banca con l'hobby della musica, a 16 anni debuttò con il suo gruppo, i Rangers; con questo gruppo ottenne delle scritture a Nizza e a Saint Vincent. Durante una serata conobbe Luisa, che sarebbe più tardi diventata sua moglie. L'arrivo del figlio, Lele, spinse Germani verso il mondo della discografia, per cui chiese ed ottenne un provino presso la Jolly con il Maestro Ezio Leoni.
Ottenuto il contratto, debuttò con Adorabile Susy, pubblicata il 28 marzo 1962, seguita da Ferma questa notte, cover di Retiens la nuit di Charles Aznavour; entrambe le canzoni non ebbero un grosso riscontro di vendite, così come il terzo 45 giri.
Il primo successo arrivò nello stesso anno con Baci, cover di Things di Bobby Darin. Registrata il 2 novembre, entrò in classifica nei primi mesi del 1963 arrivando fino al secondo posto.
L'estate successiva replicò il successo con Non andare col tamburo e fu pubblicato il suo primo album, partecipò come spalla alla tournée italiana di Dalida e presentò È tornata l'estate al Festival di Pesaro.
Nell'autunno 1963 gli fu affidata la sigla di Gran Premio, l'edizione di quell'anno di Canzonissima, intitolata: Che giorno quel giorno.
L'anno successivo partecipò al Festival di Sanremo con Stasera no no no; vi ritornò nel 1965 con Prima o poi (in abbinamento con Audrey) e nello stesso anno con Dammi la prova andò in gara al Cantagiro 1965.
Sempre nel 1965 ebbe come gruppo vocale di supporto Le Amiche e recitò nel musicarello 008 operazione ritmo di Tullio Piacentini.
Tornò al Festival di Sanremo nel 1966 con Così come viene e l'anno successivo con E allora dai, in abbinamento con Giorgio Gaber.
Nel 1967 partecipò ad Un disco per l'estate piazzandosi tra i 20 finalisti con Darsi un bacio.
Tra gli altri suoi successi ci sono Non piangere per me e Il cielo con un dito.
Nel 1968 passò alla Miura, con la quale incise Il trombone, scritta da Gregorio Alicata (l'autore di Tremarella per Edoardo Vianello). Nello stesso anno partecipò ad Un disco per l'estate con Mi capisci con un bacio, ma non riuscì a replicare i successi degli anni passati.
Nel 1970 firmò un contratto con la Joker di Walter Guertler ed insieme alla moglie Luisa incise, con la denominazione Remo & Josie, una versione reggae di A groowy kind of love intitolata Ora che sei qui (canzone che era già stata incisa dai Camaleonti con un altro testo e il titolo Non c'è più nessuno ed anni dopo fu rielaborata con maggiore e duraturo successo da Ivan Graziani col titolo Agnese).
In realtà si tratta di una "sonatina" di Muzio Clementi (1752-1832).
Nel 1971 scrisse ed incise in inglese: In this world we live in, sempre in duo con la moglie.
Remo Germani continuò per molti anni a fare tournée in Romania, Russia, Canada, Spagna, Francia, Ungheria ed Estremo Oriente.
Dal 1971 al 1978 si specializzò come arrangiatore, studiando musica negli Stati Uniti. Nel 1978 si trasferì a Vigevano, città della nonna materna, e fonda, insieme all'amico imprenditore Giuseppe (Beppe) Pastormerlo, Radio Ducale City.
Ritornò alla musica nel 1990, incidendo un album per la Fonit Cetra con alcuni suoi successi in nuove versioni e qualche inedito; la stessa formula fu ripetuta otto anni dopo in un cd per la Joker.
Roberto Benigni, volendo rendergli omaggio, eseguì la canzone Baci durante la trasmissione Speciale per me - Meno siamo, meglio stiamo!, ideata e condotta da Renzo Arbore; intervistato poi in merito dallo showman foggiano, l'attore ha dichiarato: «Sono da molti anni un "germanista"».
Da tempo malato di diabete, morì la notte del 18 ottobre 2010 a 72 anni all'ospedale civile di Vigevano; i funerali si svolsero tre giorni dopo al Santuario della Bozzola di Garlasco, venendo poi cremato e sepolto ad Abbiategrasso.

## Discografia

### Album in studio
- 1963 – Baci (La ragazza del mio cuore) (Jolly, LPJ 5026)
- 1965 – Remo Germani (Jolly, LPJ 5044)
- 1965 - Remo Germani e le amiche (Ital... Record, LP IR. 1005)
- 1990 - 90 (Fonit Cetra, PL 798)

### Raccolte
- 1996 - Il meglio (D.V. More Record, CD DV 5973)
- 1998 – Remo Germani - Baci (Joker, CD 22193)

### Singoli
- 1962 – Adorabile Susy/Bianca notte (Jolly, J 20164)
- 1962 – Ferma questa notte/Dolce vacanza (Jolly, J 20172)
- 1962 – È lei/Speedy Gonzales (Jolly, J 20183)
- 1962 – Baci/Nossignora (Jolly, J 20184)
- 1963 – Torna al mittente/Mai prima d'ora (Jolly, J 20195)
- 1963 – Non andare col tamburo/È tornata l'estate (Jolly, J 20204)
- 1963 – Che giorno quel giorno/Cose che si dicono (Jolly, J 20224
- 1964 – Stasera no, no, no/Vattene (Jolly, J 20234)
- 1964 – Non piangere per me/La testa nel sacco (Jolly, J 20244)
- 1964 – La ballata di Cocco Bill/Coccobillaggini (Jolly, J 20252)
- 1964 – Dammi il numero di telefono/Non farti leggere la mano (Jolly, J 20254)
- 1964 – Da doo ron ron/Tra la la la Susi (Jolly, J 20264)
- 1965 – Prima o poi/Diventerò come vorrai (Jolly, J 20284; inciso insieme al gruppo Le Amiche)
- 1965 – Dammi la prova/Tu giochi all'amore (Jolly, J 20304)
- 1965 – Ma cosa devo fare/Ritornerai un'altra volta da me (Jolly, J 20334)
- 1966 – Così come viene/Partivo (Jolly, J 20354)
- 1966 – Il cielo con un dito/Adesso che ho lei (Jolly, J 20374)
- 1966 – Una danza al chiaro di luna/Gridalo forte (Jolly, J 20394)
- 1967 – E allora dai/Chi troppo vuole (MGM, MG 70.007)
- 1967 – Darsi un bacio/Bum Bum (MGM, MG 70.013)
- 1968 – Il trombone/Portafortuna (Miura, PON NP 40070)
- 1968 – Mi capisci con un bacio/Dillo con i fiori (Miura, PON NP 40073)
- 1969 – Lei non sa/Quelli erano i giorni (Miura, PON NP 40090)
- 1969 – Sera di primavera/Nel bene e nel male (Durium, Ld A 7632)
- 1970 – Ora che sei qui/Love grows (Joker, M 7062; inciso con Josie con la denominazione Remo & Josie)
- 1971 – In This World We Live In/Apples Grow on Trees (Joker, M 7091; inciso con Josie con la denominazione Remo & Josie)

## Filmografia
- I ragazzi dell'Hully Gully, regia di Marcello Giannini (1964)
- Come inguaiammo l'esercito, regia di Lucio Fulci (1965)
- Questo pazzo, pazzo mondo della canzone, regia di Bruno Corbucci e Giovanni Grimaldi (1965)
- Totò Ye Ye, regia di Daniele D'Anza (1967)